# ヴラディーミル・ソフロニツキー
ヴラディーミル・ヴラディーミロヴィチ・ソフロニーツキィ（ロシア語: Влади́мир Влади́мирович Софрони́цкий / Vladimir Vladimirovich Sofronitsky、1901年5月8日（ユリウス暦4月25日) サンクトペテルブルク – 1961年8月26日 モスクワ）は、ソビエト連邦のピアニスト。アレクサンドル・スクリャービンの信奉者にしてその演奏様式の継承者であり、その遺児エレーナと結婚した。

## 略歴
物理学教師の父親と、貴族の出自の母親との間に生まれる。1903年にワルシャワに移り、ニコライ・ルビンシテイン門下のアンナ・レベデヴァ＝ゲツェヴィチにピアノの手ほどきを受けた後、9歳からアレクサンデル・ミハウォフスキに師事。1916年から1921年までペトログラード音楽院でレオニード・ニコラーエフに師事し、ディミトリー・ショスタコーヴィチやマリヤ・ユーディナの同級生となる。ニコライ・メトネルにも師事。同級生の中に、スクリャービンの長女エレナ・スクリャービナがおり、2人は1917年に出逢ってから親交を深め、1920年に結婚した。
1919年に最初の公開演奏会を開き、1928年から1929年にかけて生涯唯一の国外演奏旅行をフランスにて行う。（ただし1945年には、急遽スターリンによってポツダム会談に派遣され、連合国の指導者に御前演奏を披露したことがある。）
1936年から1942年までレニングラード音楽院で、その後は没年までモスクワ音楽院で教鞭を執った。

## 演奏様式とレパートリー
妻エレナと初めて出逢った時にはスクリャービンは鬼籍に入っていたため、ソフロニツキーは公的にも私的にも、生前に岳父と知り合うことはなかった。しかしながらスクリャービン未亡人ヴェーラによって、スクリャービンの後期作品の最も正統的な演奏家として認められた。ソフロニツキーの演奏は、即興的でニュアンスに富んだ雰囲気と、軽く柔らかいタッチにおいてスクリャービン本人の演奏の特色を受け継いでおり、実際にソフロニツキーによるスクリャービン作品の録音は、比類ない演奏として多くから認められている。
ソフロニツキーがそのほかにとりわけ親近感を抱いていた作曲家は、ショパンであった。あるインタビューに応じて、「ショパンへの愛情が自分の全人生を貫いている」と答えている。スクリャービンとショパンは別格としても、ソフロニツキーのレパートリーは、バッハからメトネルまでと幅広く、なおかつ19世紀から20世紀初頭に至るロシア音楽を主軸としていた。

## 受容と評価
ソフロニツキーは西側において、全くと言ってよいほど演奏旅行を行わず、また録音も出回らなかったため、ほとんど無名の存在だったが、ソ連国内においては高い評価を受けていた。スヴャトスラフ・リヒテルとエミール・ギレリスは、ソフロニツキーを巨匠と呼んで心酔していた。ある日のこと、ソフロニツキーが陶然として、「ギレリスは天才だ！」と叫んだ時、リヒテルは「ギレリスが天才ならあなたは神です」と答えたという。またギレリスは、ソフロニツキーの訃報に接した時、「世界で最も偉大なピアニストが亡くなった」と語ったと言われる。
ソフロニツキーの録音は、西側では少ししか入手することができない時代が20世紀末まで続いたため、リヒテルより幻の存在であった。BMGレーベルの“Russian Piano School （ロシアのピアノ楽派）”シリーズにおけるシューマンの演奏が、このピアニストの本質を良く捕らえており、摩訶不思議で夢見心地で、しかも移り気な表現が特徴的である。フィリップスの「20世紀の偉大なピアニスト」シリーズでは、ショパンのマズルカやワルツの繊細多感な解釈に加えて、スクリャービンの《トリル・ソナタ》や《焔に向かって》の圧倒的な演奏を聴くことができる。
日本では、デンオンから数々の音源がCDに復刻されていた。現在はVista Veraが遺された録音の全集の復刻作業を進めており、西側のみならず全世界で購買が可能となっている。ソフロニツキーの録音は、極めて強烈で個性的なピアノの魅力を効果的に引き出した、20世紀屈指の個性の記録である。

## 家族
娘のヴィヴィアナ・ソフロニツキーはカナダやオランダへの留学を経て、現在はクラヴィーア奏者（チェンバロならびにフォルテピアノ奏者）として国際的な活動を続けている。